# Khoa da liễu
Khoa da liễu là phân ngành y học liên quan đến da, lông, tóc móng, và các bệnh của chúng. Đây là một khoa có cả 2 phương diện nội khoa và ngoại khoa.